# Charles Reid
Charles Reid (ur. 14 stycznia 1864 w Lochwinnoch, zm. 25 października 1909 w Marylebone) – szkocki rugbysta, reprezentant kraju.
Związany był z klubem Edinburgh Academicals, w którym pełnił także rolę kapitana. W latach 1881–1888 rozegrał dwadzieścia jeden spotkań dla szkockiej reprezentacji zdobywając cztery przyłożenia, które wówczas nie miały jednak wartości punktowej. Charakteryzowała go dobra gra zarówno ręką, jak i nogą, silne szarże w obronie, a także odwaga i poświęcenie.